# Saint-Laurent (Pyrénées-Atlantiques)
Pour les articles homonymes, voir Saint-Laurent.
Saint-Laurent est une ancienne commune française du département des Pyrénées-Atlantiques. En 1842, la commune fusionne avec Bretagne pour former la nouvelle commune de Saint-Laurent-Bretagne.

## Géographie
Saint-Laurent est situé à quinze kilomètres au nord-est de Pau.

## Toponymie
Le toponyme Saint-Laurent apparaît sous les formes Sent-Laurents (XIIIe siècle, fors de Béarn), Sent-Laurens (1538, réformation de Béarn) et Saint-Laurent-Bretagne depuis le 16 octobre 1842, lors de la réunion avec Bretagne.
Son nom béarnais est Sent-Laurenç.

## Histoire
Paul Raymond note qu'en 1385, Saint-Laurent comptait sept feux. Saint-Laurent, Gabaston et Bretagne ne formaient alors qu'une seule paroisse, qui dépendait du bailliage de Pau. Il y avait une abbaye laïque à Bretagne, recensée en 1674.
La commune faisait partie de l'archidiaconé de Vic-Bilh, qui dépendait de l'évêché de Lescar et dont Lembeye était le chef-lieu.

## Démographie
| 1793 | 1800 | 1806 | 1821 | 1831 | 1836 |
| ---- | ---- | ---- | ---- | ---- | ---- |
| 315  | 222  | -    | 258  | 324  | 341  |

## Culture et patrimoine
La fête communale de Saint-Laurent est célébrée le 2e dimanche d'août.

### Patrimoine civil
La commune présente un ensemble de demeures et de fermes des XVIe, XVIIe et XVIIIe siècles.

### Patrimoine religieux
L'église Saint-Laurent fut restaurée plusieurs fois au cours du XIXe siècle, et remaniée en 1935. Elle recèle du mobilier inscrit à l'Inventaire général du patrimoine culturel.

## Pour approfondir